# 斯特芬·魏因霍尔德
斯特芬·魏因霍尔德（德語：Steffen Weinhold，1986年7月19日—），德国男子手球运动员。他曾代表德国参加2016年和2020年夏季奥林匹克运动会手球比赛，其中2016年奥运会获得一枚铜牌。